# Dipartimento di Guairá
Il dipartimento di Guairá è il quarto dipartimento del Paraguay. Il capoluogo è la città di Villarrica.

## Divisione politica
Il dipartimento è diviso in 18 distretti:
| Distretto                    | km² | Abitanti (2002) |
| ---------------------------- | --- | --------------- |
| Borja                        | 445 | 9 222           |
| Capitán Mauricio José Troche | 170 | 9 095           |
| Coronel Martínez             | 196 | 6 526           |
| Doctor Botrell               | 76  | 1 390           |
| Félix Pérez Cardozo          | 109 | 4 774           |
| General Eugenio A. Garay     | 288 | 6 824           |
| Independencia                | 491 | 22 351          |
| Itapé                        | 162 | 6 728           |
| Iturbe                       | 292 | 9 393           |
| José A. Fassardi             | 175 | 6 046           |
| Mbocayaty del Guairá         | 201 | 6 647           |
| Natalicio Talavera           | 64  | 3 417           |
| Ñumí                         | 95  | 3 346           |
| Paso Yobai                   | 640 | 20 575          |
| San Salvador                 | 145 | 3 207           |
| Tebicuary                    |     |                 |
| Villarrica                   | 327 | 55 200          |
| Yataity del Guairá           | 88  | 3 909           |

## Geografia fisica
Il dipartimento di Guairá è situato nella parte centrale della regione orientale del paese. Il territorio è percorso dal fiume Tebicuarymí e da diversi altri torrenti (Tacuaras, Guazú, Borja, Yhacá Guazú, Amambay, Gervasia). La cordigliera del Ybytyruzú comprende inoltre la massima elevazione del Paraguay, il Tres Kandú (842 m), che prende il proprio nome da tre grossi blocchi di pietra presenti presso la cima.

## Confini
Il dipartimento confina a sud con il dipartimento di Caazapá, ad ovest con il dipartimento di Paraguarí, a nord con il dipartimento di Caaguazú e ad est con i dipartimenti di Caaguazú e di Caazapá.

## Storia
Guairá era il nome di un cacique guaraní che abitava i territori adiacenti alla cascata, oggi scomparsa, che ha preso il nome di Salto del Guairá. Con questo termine in passato ci si riferiva all'idea originale dell'attuale Paraguay, compresi i territori ad est del fiume Paraná oggi compresi nei confini del Brasile. Lo stesso capoluogo dipartimentale, Villarrica, fu fondato nel 1570 nei pressi dell'attuale Campo Mourão, nello stato brasiliano del Paraná, e fu spostata sei volte fino alla sua attuale ubicazione a causa delle incursioni dei bandeirantes portoghesi. 
L'ultima fondazione di Villarrica nel 1682 e la creazione della riduzione francescana di Itapé nel 1686 diedero impulso al popolamento della zona.

## Il dipartimento
Fondato nel 1906, il dipartimento conta oggi 17 distretti.

## Economia
Zona fondamentalmente rurale (il 65% del suolo è sfruttato dall'agricoltura e dall'allevamento), il dipartimento è il primo produttore di canna da zucchero del paese. Vengono coltivati anche cotone, mais, arachidi, fagioli e angurie. 
L'industria zuccheriera conta nel territorio dipartimentale tre grandi impianti produttivi; è inoltre presente nel distretto di Capitán Mauricio José Troche un'importante industria di produzione di alcool.

### Turismo
La catena montuosa del Ybytyruzú è la principale attrazione turistica della regione; nei fitti boschi che coprono alcune montagne sono presenti numerose specie di uccelli, rettili e piccoli mammiferi. Sulla cima del colle Acatî si trova un osservatorio dal quale è possibile apprezzare le bellezze naturali della zona. Nella stessa catena montuosa si trova un luogo denominato Itá Letra; si tratta di una parete rocciosa dove sono stati incisi misteriosi segni. Secondo alcuni studiosi tali iscrizioni indicano che il luogo fosse una delle stazioni del Tapé Aviru, l'antico cammino religioso delle popolazioni guaraní.
D'estate sono molto frequentate le rive del fiume Tebicuarymí, mentre la località di Yataity del Guairá attira numerosi visitatori interessati all'artigianato di un particolare ricamo chiamato aho po'i.

## Vie di comunicazione
La principale via di comunicazione è la Ruta N° 8 “Blas Garay”, che attraversa il territorio dipartimentale da nord a sud; varie diramazioni asfaltate la congiungono con alcune località (Independencia, Natalicio Talavera, Capitán Mauricio José Troche), mentre altre sono collegate soltanto tramite strade con fondo in pietra (San Salvador, Borja, Iturbe).